# Damalis saigonensis
Damalis saigonensis là một loài ruồi trong họ Asilidae. Damalis saigonensis được Bigot miêu tả năm 1878.